# Sagrestia Vecchia di Santa Maria della Scala

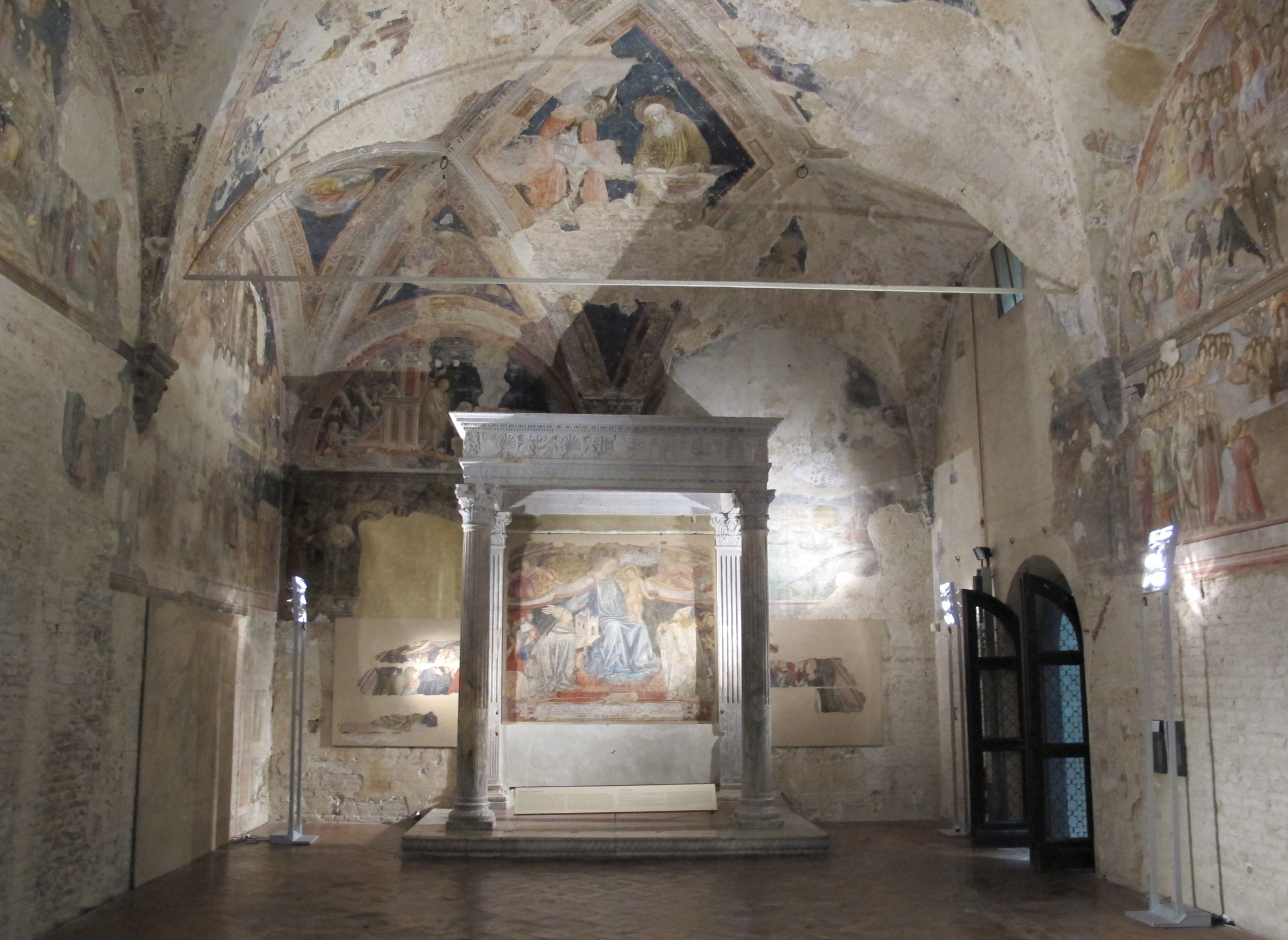
Cappella del Sacro Chiodo o Sagrestia Vecchia

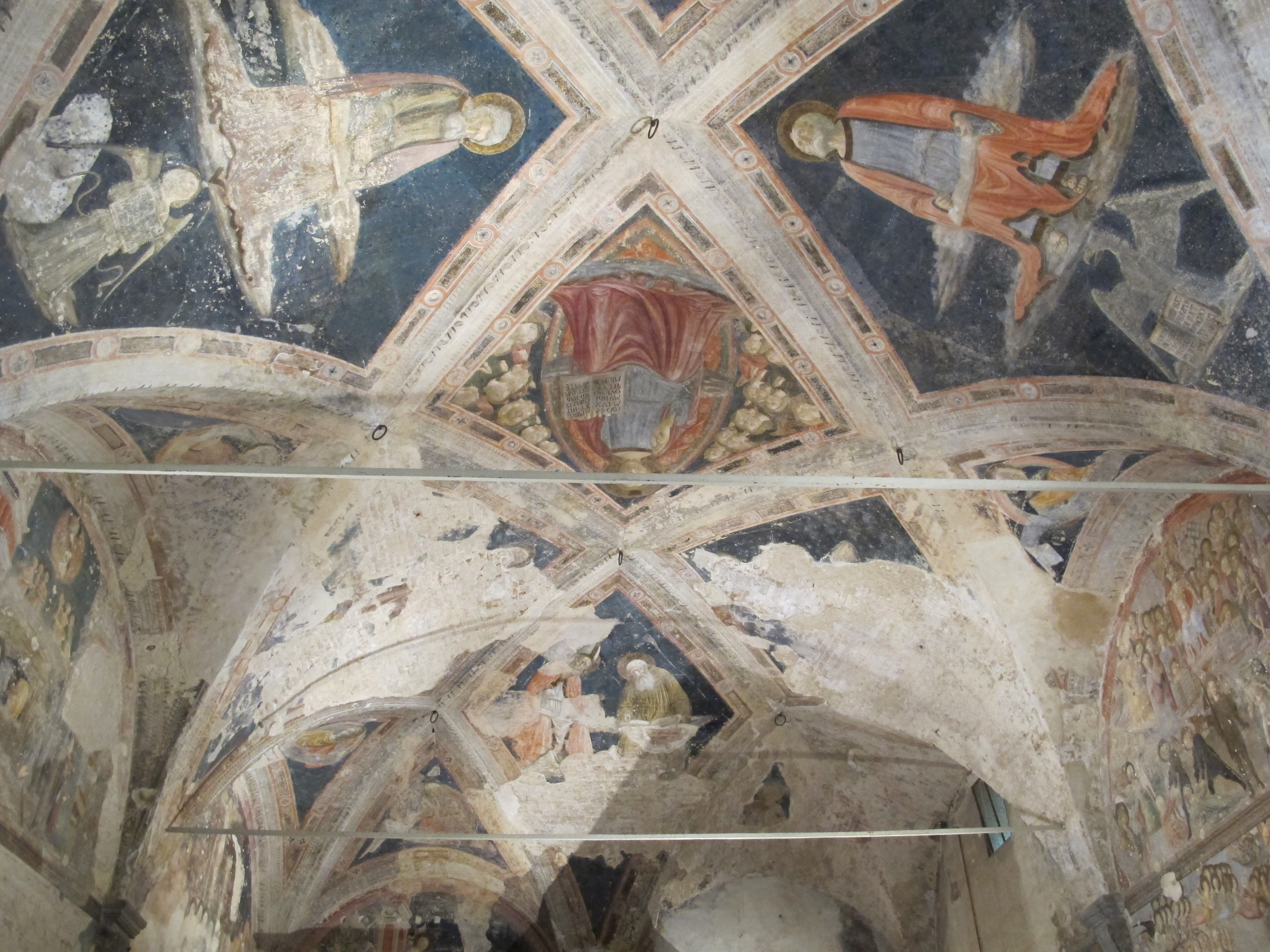
Il soffitto

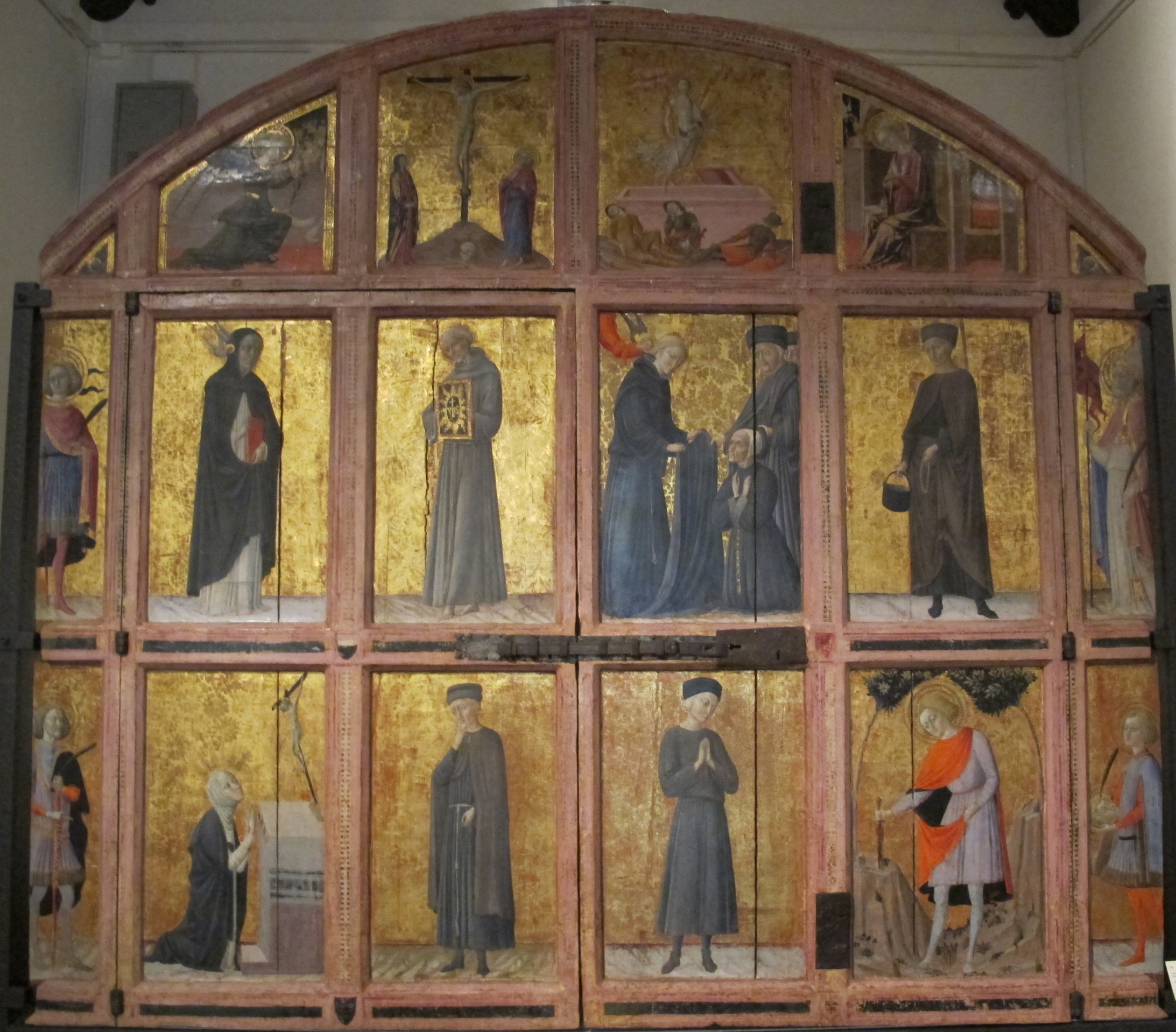
L'"Arliquiera" (fronte)

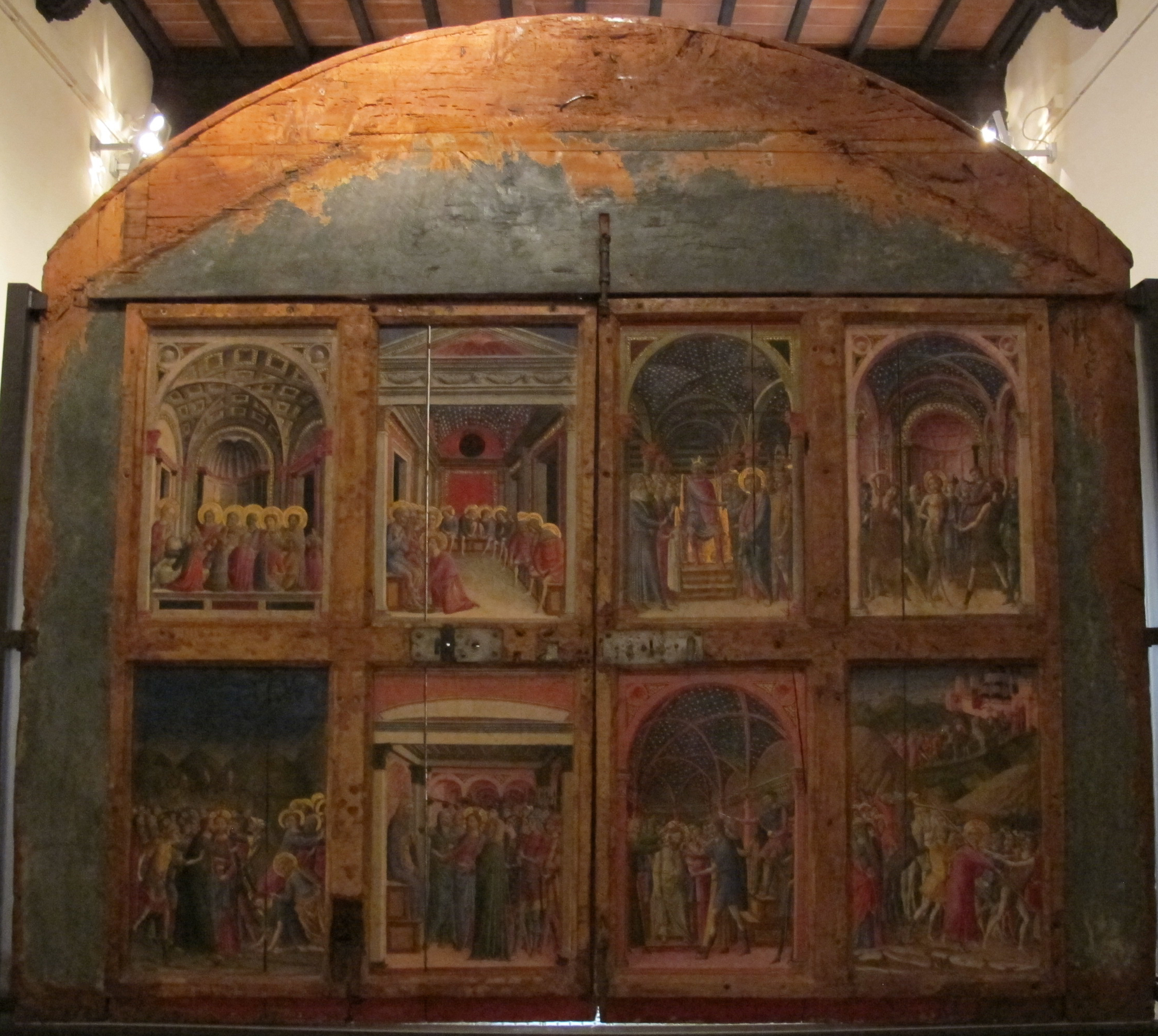
L'"Arliquiera" (retro)

La Sagrestia Vecchia o Cappella del Sacro Chiodo è un ambiente dell'ex ospedale di Santa Maria della Scala a Siena. Decorata da un ciclo di affreschi del Vecchietta, rappresenta un importante, per quanto frammentario, esempio di arte senese del Quattrocento.

## Storia
La sagrestia della Santissima Annunziata, chiesa dell'ospedale, venne edificata sul fianco destro della chiesa intorno al 1444, confinante col corridoio centrale del nosocomio. Essa era destinata ad ospitare le preziose reliquie acquistate dall'ospedale circa un secolo prima, fino ad allora conservate nella Cappella del Manto. Tra queste spiccava il Sacro Chiodo che si credeva proveniente dalla Vera Croce dove reggeva la tabella con la scritta INRI, oggi nel Duomo di Colle Val D'Elsa.
L'assetto e la decorazione della Sagrestia rifletterono, in linea con i canoni rinascimentali, la cultura aggiornata del suo committente (già promotore del celebre ciclo ad affresco del Pellegrinaio), il rettore Giovanni Buzzichelli, e le recenti esperienze fiorentine e lombarde del “pittor dello Spedale” Lorenzo Vecchietta, autore dell'importante ciclo a fresco. Egli vi lavorò dal dicembre 1446 al settembre 1449. Dal 1445 aveva trovato posto nella Sagrestia anche un armadio per le reliquie, "l'Arliquiera", dipinta anch'essa dal Vecchietta e attualmente in deposito nella Pinacoteca Nazionale di Siena.
Oggi vi si trova anche l'affresco staccato della Madonna del Manto o Madonna della Misericordia di Domenico di Bartolo. Dipinto nel 1444, l'affresco proviene dalla Cappella del Manto (o delle reliquie) dello stesso spedale e qui trasferito nel 1610.

## Affreschi
Intorno alla reliquia del Sacro Chiodo, il pezzo più venerato tra quelli acquistati dall'ospedale, fu elaborato il programma iconografico di grande complessità e suggestione con i dipinti murali raffiguranti il ciclo cristologico con gli Articoli del Credo, con riferimenti Nuovo e Antico Testamento.
Sul soffitto si scorge la grande figura del Cristo circondato da angeli al centro, attorno al quale ruota tutto il ciclo pittorico; ai lati riquadri con Evangelisti e sopra e sotto il Cristo Dottori della Chiesa e Profeti. Sulla parete di destra si allineano tre lunette con gli Articoli del Credo e doppi episodi legati alla corrispondenza tra le Scritture: 
1. Dio padre creatore del cielo e della terra e in basso Creazione con Adamo ed Eva e Daniele e i suoi amici nella fornace
2. Angelo annunciante e Vergine, Natività; in basso un episodio molto danneggiato, forse l'Annuncio della nascita di Sansone
3. Passione di Gesù e Mosè che mostra il serpente di bronzo al popolo ebraico

Due lunette si trovano sulla parete sud: 
1. Discesa di Cristo al limbo e  in basso, molto danneggiata, forse la Liberazione di Lot
2. Risurrezione e ascesa al cielo di Gesù, quasi completamente illeggibili; in basso parti di Giona nel ventre della balena

Altre due nella parete sinistra:
1. Giudizio Universale in alto, e Visione di Daniele del carro del fuoco in basso
2. Trinità; in basso illustrazione dei passi biblici della Gloria del Tempio di Gerusalemme e Salomone che sacrifica nel Tempio

Sulla parete nord infine si trovavano gli ultimi tre articoli del Credo, oggi pressoché illeggibili; in basso si scorgono un gruppo di frati e lo stemma dell'ospedale, nonché l'auotitratto del Vecchietta e la data degli affreschi.